# Barón Strucker
El Barón Wolfgang Strucker es un supervillano alemán que aparece en los cómics americanos publicados por Marvel Comics. Un exoficial nazi, es uno de los líderes de la organización terrorista HYDRA y un enemigo de S.H.I.E.L.D., Los Vengadores y los intereses de los Estados Unidos de América y, por lo tanto, un fugitivo. Ha sido aumentado físicamente para que sea casi sin edad. Si bien Strucker aparentemente fue asesinado en el pasado, regresó para plagar el mundo con planes de dominación mundial y genocidio, una y otra vez.
El personaje apareció en varias adaptaciones de medios, incluidas series de televisión y videojuegos. Strucker ha sido interpretado por Campbell Lane en la película para televisión de 1998 Nick Fury: Agent of S.H.I.E.L.D., por Thomas Kretschmann en las películas del Universo cinematográfico de Marvel; Captain America: El soldado del invierno (2014) y en Avengers: Era de Ultron (2015) y por Joey Defore cuando era un adolescente en la serie de televisión Agents of S.H.I.E.L.D., también ambientada en el Universo cinematográfico de Marvel.

## Historial de publicaciones
Fue creado por Stan Lee y Jack Kirby, apareciendo por primera vez en Sgto. Furia y sus Comandos Aulladores #5 (1964).

## Biografía del personaje ficticio
Nacido a finales del siglo XIX de una familia de nobles prusiana, se mudó al Castillo Strucker en Baviera después de la Guerra franco-prusiana de 1870. Wolfgang von Strucker se convirtió en un campeón de mensur en Heidelberg, y fue desfigurado con cicatrices faciales.
Strucker luchó por Alemania durante la Primera Guerra Mundial, durante la cual se encontró por primera vez con la joya "Princesa Momentánea", que estaba destinada a aparecer y desaparecer en intervalos regulares de tiempo. Wolfgang persiguió la joya en las décadas que siguieron.
Cuando Adolf Hitler subió al poder en Alemania en 1933, Strucker se unió al Partido Nazi, volviéndose infame en los años siguientes. En 1936, él y Geist, uno de los mejores hombres de Hitler, se aliaron con el mentalista egipcio Amahl Farouk (en secreto el Rey Sombra) en un intento de disputar el linaje de la familia real de Inglaterra e instalar un nuevo rey que simpatizara con los nazis. Su plan fue frustrado por el aventurero canadiense Logan y los viajeros en el tiempo del grupo Excalibur, Kitty Pryde y Fénix.
En 1937, el agente Strucker de la Inteligencia Alemana fue enviado a Estados Unidos para asesinar al Senador Fulton, pero fue frustrado por el bandido a sueldo Dominic Fortune.

### Segunda Guerra Mundial
Cuando la Segunda Guerra Mundial empezó, Strucker fue nombrado teniente coronel del Escuadrón de los Comandos Calavera por Hitler, y, en 1941, fue enviado a Madripur para ayudar al culto ninja de la Mano a transformar a la joven Natasha Romanova en su asesina maestra, solo para ser derrotada por Logan (aún sin adquirir el esqueleto de adamantio que lo transformaría en Wolverine), el Capitán América, e Ivan Petrovitch. Más tarde, en 1941, Strucker invadió Latveria, buscando utilizar el Sturm-Fanger ("Caza-Tormentas") para controlar las energías cósmicas; el dispositivo fue destruido por los viajeros del tiempo, el grupo X-Force.
Después de que Estados Unidos entrara en la guerra, el Escuadrón del Primer Ataque de la Compañía Able (los Comandos Aulladores) se convirtieron en una espina constante para los nazis y Hitler se volvió a Strucker, ordenándole humillar públicamente al líder del grupo, Nick Fury. Strucker desafió a Fury a un duelo en la isla de Norsehaven, y el sargento violó las órdenes directas para encontrarse con Strucker y satisfacer su orgullo. Antes de su duelo con espadas de madera, Strucker le ofreció a Fury un brindis, y en secreto colocó una droga en la bebida de Fury. Mientras peleaban, Strucker se sorprendió al descubrir que a pesar de su manejo de la espada superior y los efectos de la droga, Fury era un enemigo tenaz, pero Furia al final sucumbió a los efectos de la droga. Strucker hizo que el evento fuera grabado y enviado de vuelta a Alemania como material de propaganda para destruir la reputación de Fury.
Hitler exigió que Strucker capturara a los Aulladores para que puedan ser ejecutados en Berlín. Strucker reunió al Escuadrón Blitzkrieg, que podían igualar con cada uno de los Aulladores en habilidad, pero los Aulladores los derrotaron a todos. Strucker también llevó al Escuadrón Blitzkrieg a Inglaterra para asesinar al primer ministro Winston Churchill y al Mariscal de Campo Bernard Law Montgomery, pero fueron detenidos por los Invasores. Strucker abandonó finalmente al Escuadrón Blitzkrieg, que fue dirigido más tarde por el Coronel Klaue.
Mientras estaba de vacaciones en Berlín, Strucker presenció el ataque asgardiano de Thor a la Cancillería, tras lo cual Strucker siguió a un hombre vendado a través de un portal en el espacio. Dándose cuenta de que había viajado décadas en el futuro, Strucker robó algunos libros de historia sobre el fin de la Segunda Guerra Mundial. Se encontró con el creador de la máquina del tiempo, el Doctor Muerte, que le permitió volver al pasado, sin creer que Strucker podía ganar la guerra, incluso con el conocimiento que había obtenido.
Cansado de los fracasos de Strucker, Hitler le asignó acabar con la resistencia en la ciudad francesa de Cherbeaux o, si no, destruir la ciudad. Strucker rodeó a la Resistencia para enviarlos a los campos y evitar tener que destruir la ciudad, pero los Comandos Aulladores descarrilaron el tren, liberando a los cautivos. Hitler exigió que Strucker destruyera la ciudad, y Strucker colocó los explosivos, pero luego se encontró cara a cara con Fury, que había preparado un explosivo tan potente como para matar a Strucker. Atrapado en un punto muerto, Strucker aceptó dejar a la gente de Cherbeaux evacuar para que él y Fury puedan luchar de nuevo. Cuando la evacuación se terminó, Strucker y Furia lucharon mientras Cherbeaux fue destruida a su alrededor, y Fury perdió a Strucker en la agitación. Por permitir la evacuación de Cherbeaux, Hitler condenó a muerte a Strucker a manos de la Gestapo.
Strucker escapó de Alemania porque el Cráneo Rojo, la mano derecha de Hitler, que vaticinó la caída de Hitler, y quería una base de poder alternativa. El Cráneo Rojo envió a Strucker a Japón para formar esta organización, pero Strucker pretendía dirigirla él mismo. En Japón, Strucker unió fuerzas con la Mano y un movimiento subversivo subterráneo que más tarde se convirtió en Hydra. Strucker fue fundamental en los primeros asaltos de Hydra sobre fábricas de guerra para abastecer a sus tropas y, finalmente, se enfrentó al Hydra Supremo, alegando que como el verdadero cerebro de la organización, debía ser el líder de Hydra. El Hydra Supremo se negó y le disparó, pero Strucker llevaba puesto un chaleco antibalas, y mató al Hydra Supremo, reclamando su título. Strucker también mató al jonin (líder) de la Mano en combate individual, rompiendo los lazos con la Mano para evitar que los agentes de Hydra sean seducidos por las promesas del poder oscuro de la demoníaca Bestia de la Mano.
Strucker trasladó las operaciones de Hydra a una isla privada en el Pacífico, llamada Isla Hydra. Después de que utilizó un submarino "fantasma" indetectable para asaltar los barcos aliados y japoneses, la Isla Hydra fue investigada por el Capitán Savage y sus Leatherneck Raiders, y el Escuadrón Samurái. Savage y los demás lograron superar las fuerzas de Hydra, y Strucker se vio obligado a detonar la isla. Con los planes de Hydra temporalmente arruinados, Strucker se vio obligado a regresar a Alemania.
Para recuperar el favor de Hitler, Strucker sometió a Furia a una droga alucinógena en África, ofreciendo la fórmula a Hitler si probaba tener éxito en el campo. Fury fue superado por las alucinaciones, pero los Aulladores lo rescataron, permitiendo que se recupere. Cada vez más incómodo con el progreso de la guerra, Strucker siguió dirigiendo Hydra desde las sombras mientras pretendía ser un nazi leal, en secreto canalizando los recursos de Hitler en su propia operación. También obtuvo el Dragón de la Muerte, un submarino japonés poderoso, y lo convirtió en la nueva sede móvil de Hydra. Usando su conocimiento del futuro, Strucker intentó completar la bomba atómica antes que los aliados, enviando agentes de Hydra para obtener los materiales. Al enterarse de este plan, los Invasores finalmente hundieron el Dragón, retrasando una vez más los planes de Strucker, y durante el conflicto Strucker perdió los libros que había traído del futuro.
En 1944, Strucker se encontró con los Gnobianos, una raza benevolente de extraterrestres empáticos que se habían estrellado cerca de Gruenstadt. Dándose cuenta de lo que su tecnología podía hacer por Hydra, Strucker se hizo amigo de las criaturas ingenuas y mató a la población de Gruenstadt para cubrir sus huellas. Los Aulladores llegaron, demasiado tarde como para evitar la tragedia, pero hirieron a Strucker fatalmente. Los Gnobianos curaron a Strucker con sus poderes, pero se volvieron locos al absorber parte de su psique llena de odio en el proceso. Strucker huyó de su nave estrellada, llevándose discos de su información a sus científicos. Con la caída de Alemania en 1945, Strucker ubicó a los dos superhumanos nazis más grandes, el Hombre Supremo y la Mujer Guerrera, en animación suspendida en lados opuestos de Berlín esperando renacer después. Strucker también le dio al Cráneo Rojo el gas utilizado para preservarlos, y también preservó al Cráneo cuando fue enterrado vivo en su búnker durante una batalla con el Capitán América.
Evitando el enjuiciamiento por sus crímenes de guerra, el Barón Strucker hizo que sus científicos le proporcionen el suero retrasador de la edad para que personalmente pudiera supervisar el progreso de Hydra en las próximas décadas. Él y la Baronesa Adelicia Von Krupp una vez capturaron al Agente Diez de la CIA, quien resultó ser el viejo enemigo de Strucker, Logan, pero Logan fue rescatado por los agentes de la CIA Richard y Mary Parker. Necesitando más finanzas para Hydra, Strucker secuestró a Gabrielle Haller, que tenía un mapa que llevaba a una fortuna en oro nazi perdido, oculto dentro de su mente, pero Haller fue defendida por sus amigos, los mutantes Charles Xavier y Erik Magnus, y Magnus se llevó el oro para sus propios fines.
Strucker se casó más de una vez en los años siguientes, teniendo un hijo, Werner, que resistió la influencia de su padre, y los gemelos, Andrea y Andreas, que fueron alterados genéticamente por los científicos de Hydra, y por eso, desarrollaron superpoderes más tarde en su vida. Strucker reconstruyó la Isla Hydra, pero ocultó su rol en la organización utilizando un frente llamado "Ellos", en el que fue Gran Emperador. En este rol, él asignó a Arnold Brown a ser su Hydra Imperial, supuestamente el verdadero maestro de Hydra. La soberanía de Brown de sobre HYDRA terminó cuando fue vencido por S.H.I.E.L.D., una organización de espionaje dirigida por Nick Furia y diseñada para frustrar a Hydra, y el desenmascarado Brown fue asesinado erróneamente por sus propios hombres mientras Hydra se derrumbó sobre él. "Ellos" también encontraron y revivieron al Cráneo Rojo perdido hace tiempo, pero finalmente Strucker les abandonó cuando la rama de investigación científica de Hydra y otra rama se dividieron para convertirse en A.I.M. y el Imperio Secreto, respectivamente.

### Muerte
Strucker continúa ocultando su identidad, actuando como Don Antonio Caballero, Emir Ali Bey, y el agente de S.H.I.E.L.D. John Bronson. Finalmente, se revela como el verdadero líder de Hydra, cuando se prepara para desencadenar la bomba de la Espora Mortal de la Isla de Hydra. Nick Fury invade la isla y utiliza máscaras para engañar a los hombres de Strucker para que maten a su líder. Asustado, Strucker se mete corriendo en una cámara donde los procesos nucleares se llevaban a cabo, y es incinerado inmediatamente.

### Life Model Decoy
En los años siguientes, el robotista Machinesmith construyó un robot duplicado de Strucker, usándolo para probar las habilidades y la moral del Capitán América. El robot engañó incluso a S.H.I.E.L.D., haciéndoles pensar que había capturado al verdadero Strucker. Strucker también vivió en la forma de varios androides diferentes LMDs (Life Model Decoy) basados en su mente; uno fue activado en la Isla Hydra después de su muerte y fue creído ser el verdadero Strucker, y finalmente conoció su final luchando contra el Capitán América, Furia y los Comandos Aulladores de una sola vez. Otro engañó al Departamento H de Canadá al vender el traje de batalla de Hydra usado por su héroe Guardián. El más destructivo fue el Deltite, un LMD que Strucker había plantado dentro de S.H.I.E.L.D. para destruir la organización, y al final terminó dirigiendo S.H.I.E.L.D. y Hydra simultáneamente, poniéndolos a los dos cara a cara. Para cuando el Deltite fue revelado finalmente y destruido, ya había logrado sembrar la desconfianza en todo S.H.I.E.L.D., y matar a muchos agentes, obligando a Fury a disolver la organización.

### Resurrección
Hydra sufrió sin el liderazgo de Strucker, y el Cráneo Rojo defendió un esfuerzo por traer el Barón de regreso, proporcionando una distracción para ocupar la recién reconstruida S.H.I.E.L.D. mientras los científicos de Hydra encontraban el cuerpo de Strucker y sacrificaron sus vidas para revivirlo con la Espora Mortal unida a su forma. (Este es un aparente ret-con de la muerte de Strucker, ya que en su muerte "original", el cuerpo de Strucker fue incinerado por completo.) Strucker estaba horrorizado por lo que su otrora temida organización se había convertido, y comenzó a eliminar a los débiles de Hydra, notando a una Cassandra Romulus en el camino y convirtiéndola en su amante y teniente. Para demostrar su valía ante el mundo, Strucker mandó un LMD a explotar la Central de S.H.I.E.L.D., matando a 1.500 agentes que se graduaban.
Decidido a acabar con Hydra, Fury que ignoraba la resurrección de Strucker. Strucker después permitió experimentos genéticamente alterados de Satán, Guillotina y al Te. Rómulo para escapar, y envió al cazarrecompensas de Hydra, Ron Takimoto, Dakini y Carl Striklan a capturarlos. Fury, Daredevil, el Castigador, y el Capitán América si involucró en la caza, y al final Satán, Takimoto, Dakini murieron, Striklan se reveló, y solo Guillotina y Rómulo regresaron a Hyda. Strucker había logrado su verdadero objetivo: analizar los recursos de sobrehumanos de Estados Unidos
Strucker obtuvo otra victoria impresionante cuando en secreto comenzó a comprar control sobre la WFET, un canal de televisión de Kingpin (Wilson Fisk). Cuando S.H.I.E.L.D. tuvo conocimiento de la participación de Hydra, ellos avisaron a Daredevil, que luego dejó que la palabra llegara a las calles. Fisk pensaba que Hydra eran sus enemigos y se volvió contra ellos, solo para que Hydra casi robara todo su dinero, destruyera sus negocios, y ayudara a acabar con su reinado como el Kingpin. Cuando los bienes de Kingpin fueron divididos entre las facciones criminales-incluyendo a Werner, Andrea y Andreas, el Barón Strucker se reconectó con la Mano, que enviaron a su guerrero mágico Izanami para debilitar la competencia. Strucker también se hizo pasar por Piel de Serpiente, el guardaespaldas de Werner (quien se hizo pasar por el cerebro de la nueva Hydra) antes de matar a Werner por ser un sucesor indigno.
Strucker enfrentó las rivalidades dentro de Hydra misma, incluidos los grupos escindidos como la Coalición del Génesis, y contrató al mercenario Next Wave para acabarlos; fueron ayudados por el Grupo Salvaje de Marta Plateada. Strucker planeó un ataque contra las Naciones Unidas, pero para entonces, Fury había encontrado pruebas de que Strucker era el líder de Hydra. Él lo rastreó a su base en Islandia, donde Strucker mató a la amante de Fury, Kate Neville ante sus propios ojos. Fury y Strucker lucharon entre sí en la ladera de una montaña, y la pelea terminó con Fury cortando la mano derecha de Strucker para hacerle caer hacia su muerte aparente.
Habiendo sobrevivido, Strucker obtuvo un reemplazo biónico "Garra de Satán" para su mano perdida. A continuación, empleó a los tecno-yonquis de Bloqueo del Sistema para fortalecer a Hydra a través del control de la autopista de información, aunque Daredevil derrotó a sus agentes. Cuando la Tierra fue cautivada por los poderes de la Diosa, la contrapartida "buena" de Adam Warlock, Strucker no fue afectado, y aprovechó la oportunidad para intentar vengarse de Striklan—ahora el mercenario del Grupo Salvaje Crippler. El Grupo Salvaje y S.H.I.E.L.D salvó a Crippler. Strucker se reunió con un grupo de neonazis estadounidenses para asesinar al presidente de Eslovenia, Wassily Kurov para usurpar el gobierno de su nación. Kurov fue salvado por el Skrull Kill Krew y el Capitán América, pero también fue expuesto como un impostor skrull. Strucker también se unió brevemente al Barón Helmut Zemo en un plan de conquista del mundo frustrado por los Vengadores y los Thunderbolts, aunque Strucker y Zemo se separaron como enemigos.
Strucker al final lanzó un ambicioso plan donde infestaba personas clave como Henry Gyrich de la Comisión de Actividades Sobrehumanas con nanocitos, permitiéndole controlarlos. Bajo la influencia de Strucker, Gyrich casi mata a todo superhumano sobre la Tierra con los nanocitos. La participación de Strucker fue finalmente descubierta por el Batallón-V que frustraron ese intento.
Strucker se casó otra vez con una mujer llamada Elsbeth, pero tenía poco respeto por él, y en vez de eso fue tomado por su guardaespaldas mutante Gorgon.

### Thunderbolts
Strucker pone en deuda al héroe Abner Jenkins de los Thunderbolts al financiar su equipo, y gira al equipo contra amenazas que ayudó a financiar, incluyendo la Brigada de Demolición, las Cinco Brazas, y el Gran Juego.
Gorgon y Elsbeth planearon un golpe de Hydra para matar a Strucker. Este Strucker se reveló posteriormente que era un clon, ya que el verdadero Strucker fue rescatado y mantenido en estasis antes de ser liberado por el Espadachín (que resultó ser su hijo, Andreas) y luego el Barón Helmut Zemo. Strucker aceptó trabajar con Zemo en su gran plan para dominar el mundo y se unieron. Helmut Zemo también es responsable por el asesinato de la hija de Strucker, Andrea.

### Invasión Secreta
Durante la Invasión Secreta, Strucker es atacado por skrulls que están tratando de apoderarse de Hydra. Sin embargo, él es capaz de derrotarlos y destruye su propia sede con el fin de eliminar cualquier invasor restante. Strucker también revela que ya no está adherido a las creencias ortodoxas nazis, ya que él no desea "limpiar" el mundo, sino simplemente gobernarlo.

### Reino Oscuro
Poco después de este incidente, el viejo enemigo de Strucker, Nick Furia, descubre que S.H.I.E.L.D. es, y siempre ha sido, controlado por Hydra. Strucker parece feliz al descubrir esto diciendo que "Hemos estado bailando una melodía durante tanto tiempo, y finalmente la oyes también". Strucker convoca a todos los líderes de Hydra (Kraken, Viper, Madame Hydra y Hive), y resucita a Gorgon con el fin de "dejar el mundo conozca la verdadera naturaleza de Hydra". Sin embargo, Nick Furia estaba interfiriendo en los planes de von Strucker, por lo que Strucker le pide ayuda a Norman Osborn, director de la corrupta agencia de H.A.M.M.E.R. para cuidar de su némesis. La noticia de que Osborn había asesinado recientemente a su hijo Andreas tuvo poco impacto en Von Strucker, que tranquilamente declaró que ahora le debía a Osborn "dos favores".
Se reveló que, en algún momento del pasado, el Barón Strucker, Nick Fury y el Gran Maestro de la Mano, Soji Soma tuvieron una reunión con representantes de la organización Leviathan.
Junto con Nick Fury, el Barón Strucker fue capturado por el Kraken. Se reveló que no solo Kraken era realmente el medio hermano supuestamente muerto de Nick Fury, Jake Fury (trabajando con Nick todo el tiempo), sino que fue revelado a un incrédulo von Strucker que en realidad S.H.I.E.L.D. había estado controlando a Hydra todo ese tiempo. Antes de poder decir sus palabras finales, Nick Fury le disparó en la cabeza.

### All-New, All-Different Marvel
Como parte de All-New, All-Different Marvel, Strucker finalmente emerge con vida sin un ojo y se reemplaza con una lente protésica. Se lo describe como que ya no es el líder de Hydra, aunque se demuestra que todavía está muy involucrado en los tratos internacionales subversivos. Además, Andrea y Andreas revivieron que su padre "se hizo cargo" de su regreso de entre los muertos cuando se les preguntó cómo fueron revividos.
Después de la derrota del Imperio Secreto, Strucker es alabado como un héroe nacional por liderar la derrota de múltiples grupos de escisión de Hydra.

## Poderes y habilidades
El Barón Strucker es un hombre muy inteligente en el pico de la condición física humana. Es un combatiente cuerpo a cuerpo, espadachín y tirador excepcional. También es un consumado estratega militar y espía, y un maestro del disfraz y excelente actor. Él lleva una espada y armas de fuego tradicionales, pero también lleva la Garra Satán en su mano derecha: este guante de metal amplifica su fuerza y emite potentes descargas eléctricas. Strucker también utiliza sueros desarrollados por Hydra, permitiéndole mantener su vigor físico a su altura y retardar su envejecimiento, para que físicamente siga siendo el mismo, a pesar de su edad cronológicamente avanzada.
La exposición a su Espora Mortal ha unido el ADN de Strucker con la Espora Mortal, permitiéndole ser revivido después de ser asesinado, aparentemente por heridas de bala y envenenamiento por radiación. Strucker ahora puede liberar el virus de la Espora Mortal desde su cuerpo a voluntad, matando a sus víctimas casi al instante. Si Strucker es asesinado, el virus supuestamente será liberado de su cuerpo y se arriesga infectar toda la Tierra.

## Hijos del Barón Strucker
- Andrea von Strucker - hija del Barón Strucker, la hermana gemela de Andreas, y media hermana de Werner. Asesinada por Helmut Zemo.[23] Un clon aparente de Andrea fue creado por Arnim Zola, pero fue asesinado por Bullseye.[24] La original fue resucitada junto con Andrés.
- Andreas von Strucker - hijo del Barón Strucker, el hermano gemelo de Andrea, y medio hermano de Werner. Asesinado por Norman Osborn,[25] hasta ser resucitado junto a Andrea.
- Werner von Strucker - hijo del Barón Strucker y medio hermano de Andrea y Andreas. Asesinado por el propio Barón Strucker.[26]

## Otras versiones

### Earth-Charnel
Un sexto Barón Strucker fue el dictador de la Tierra-9939 (Tierra Osario) bajo el nombre de Osario. Era representado como un monstruo, cibernético y nigromántico que asumió el control sobre esa Tierra y creó demonios-drones llamados Engendro de Osario para cumplir sus órdenes. Fue el responsable de la extinción de la mayoría de sus héroes allí. Él paralizó a la Cosa, convirtió a Mister Fantástico en masilla, y destruyó el pueblo de Thor. Sin embargo, Osario junto con su línea de tiempo fue destruido más tarde por el cazarrecompensas Cabeza de Muerte.
Este universo fue utilizado por la Científica Suprema de Advanced Idea Mechanics Monica Rappaccini para ocultar su base oculta hasta que Hank Pym interrumpió sus máquinas, dejándola varada a ella y a sus seguidores en la Tierra-Osario.

### Marvel Mangaverse
En el Marvel Mangaverso Strucker fue un líder de Hydra, así como un poderoso mago. Atacó la Isla Stark y convocó a Dormammu usando la entrada de Stark a la Zona Negativa. Después de eso, Strucker fue atacado y asesinado por el Doctor Extraño en un duelo mágico.

### The Avengers: United They Stand
El Barón Strucker y Hydra aparecen en The Avengers: United They Stand #2.

### Marvel Noir
En Marvel Noir, el Barón Strucker es el segundo al mando después del Barón Zemo.

## En otros medios

### Televisión
- El Barón Strucker aparece en el telefilme de acción Nick Fury: Agent of S.H.I.E.L.D., interpretado por Campbell Lane. Su cuerpo aparece congelado en una cámara, y en la escena final, es traído de nuevo a la vida.
- El Barón Strucker aparece en la serie animada The Avengers: Earth's Mightiest Heroes en los episodios "Llega el Capitán América", "La llegada de Iron Man", "La Fuga", "Leyenda Viviente", "La Picadura de la Viuda" y "Hail Hydra", con la voz de Jim Ward.
- El Barón Strucker aparece en The Super Hero Squad Show episodio "Problemas al final del mundo", con la voz de Rob Paulsen. Él y Hydra asedian un puesto avanzado de S.H.I.E.L.D. en la Antártida.
- Barón Strucker aparece en la serie de televisión Marvel Cinematic Universe, Agents of S.H.I.E.L.D., donde su yo más joven es interpretado por Joey Defore.[29] En los episodios de la segunda temporada, "El des-amigo de mi enemigo" y "La sucia media docena", es perseguido como parte del objetivo del Director Phil Coulson de erradicar a Hydra. Coulson finalmente descubre la ubicación de Strucker y la envía a Maria Hill para informar a los Vengadores, lo que lleva a los eventos de Avengers: Age of Ultron. También se revela que Strucker tiene un hijo llamado Werner von Strucker que se mantuvo a oscuras sobre el trabajo secreto de su padre. El episodio de la tercera temporada, "Entre nosotros se esconden...." reveló que Gideon Malick trabajó una vez con Strucker.[30] En el episodio de la quinta temporada, "Principio", se revela que él conoce a la General Hale y a su hija Ruby (Dove Cameron) y una vez golpeó a Werner delante de ellos cuando culpó a Werner por una lesión que Ruby obtuvo.[31] El yo más joven aparece en la pantalla en "Levántate y brilla". Es representado como un estudiante en la Academia Hydra junto con Jasper Sitwell y Hale, este último con el que tiene una acalorada rivalidad. Después de tener dos de sus compinches que la torturan alterando sus pesos, Hale lo ataca físicamente una acción que reprende, sin embargo, la "felicita". También se establece que Strucker estaba predeterminado para liderar Hydra. Además se revela que Strucker perfeccionó la máquina que le dio sus poderes a Carl Creel.[32]
- El Barón Strucker aparece en el especial de televisión Lego Marvel Super Heroes: Avengers Reassembled.[33]
- El Barón Strucker aparece en Avengers: Ultron Revolution con la voz de Robin Atkin Downes.[34] Además de ser un miembro de HYDRA, Barón Strucker se demostró que ha reactivado la Habitación Roja mientras se opera en Siberia. En el episodio, "Viendo Doble", envía a la nueva Viuda Negra (Yelena Belova) y algunos agentes de HYDRA en el secuestro de Bruce Banner. Cuando Viuda Negra original (Natasha Romanoff) los sigue, se entera de que el Barón Strucker ha entrenado a Yelena para ser la próxima Viuda Negra y al mismo tiempo utilizando el programa de Soldado del Invierno, que convertiría a Bruce Banner en Hulk del Invierno. Cuando Iron Man y el Capitán América se presentan, que ayudan a Viuda Negra de combatir a Barón Strucker, Yelena Belova y Hulk del Invierno. Yelena va en contra de las órdenes del Barón Strucker y lo golpea. En el episodio "Guerra Civil, Parte 2: Los Poderosos Vengadores", Strucker lleva una incursión de HYDRA a una instalación secreta de Truman Marsh para obtener el control. Durante su lucha contra Los Poderosos Vengadores, Strucker también combate contra los Vengadores y es derrotado.

### Películas
- J. M. DeMatteis escribió un tratamiento cinematográfico para una película de Daredevil, que incluía al Barón Von Strucker como el líder de Hydra, que, en el guion, era un cártel internacional de armas.[35]
- Thomas Kretschmann interpretó al Barón Strucker en el Universo cinematográfico de Marvel.
  - El Barón Strucker apareció en una escena en los créditos de la película de 2014, Capitán América: el Soldado de Invierno.[36] En una base ubicada en Sokovia, ha estado experimentando para crear superhumanos con el cetro de Loki. Tras la muerte de Alexander Pierce, Strucker le dice al Dr. List que no expresó preocupación por la existencia de Hydra, que ahora es de conocimiento público y en su lugar se centra en sus sujetos de prueba sobrevivientes: Pietro Maximoff y Wanda Maximoff.
  - En Avengers: Era de Ultron (2015),[37] los Vengadores atacan la base de HYDRA de Strucker al que Quicksilver y la Bruja Escarlata logran escapar. Después de ser personalmente derrotado por Steve Rogers, Strucker es entregado a la OTAN. Más tarde, Ultron mata a Strucker en su celda y luego escribe "PAZ" en la propia sangre de Strucker como un mensaje a los Vengadores.[38][39]

### Videojuegos
- El Barón Strucker aparece como jefe en el videojuego Captain America: Super Soldier, con la voz de Kai Wulff.
- También el Barón Strucker aparece como jefe en el juego Marvel Avengers Alliance en Facebook.
- El Barón Strucker aparece en Lego Marvel's Avengers.
- Barón Strucker es un villano jefe en Marvel: Avengers Alliance 2.